# 아우라 (가수)
아우라(AOORA)는 대한민국의 가수, 작곡가이다.  2009년 9월 4일 "Love Back" 곡을 통해 데뷔했다. 그의 솔로 데뷔는 2014년 3월 28일 디지털 싱글 "Body Part"와 함께 이루어졌다. 최근 매시업 'Swag Se Swagat'은 100만 뷰를 달성했다. 이후 근래에 'Cham Cham'이라는 곡을 발매했다.
본명은 박근이었으나 2014년에 개명하였다. 

## 커리어
| 노래                      | 연도 |
| ------------------------- | ---- |
| Love Back                 | 2009 |
| 69                        | 2013 |
| Body Part                 | 2014 |
| Morning, Lunch and Dinner | 2016 |
| COFFEE                    | 2016 |
| Black Sugar               | 2022 |